# Khéphren Thuram
Khéphren Thuram-Ulien (ur. 26 marca 2001 w Reggio nell’Emilia) – francuski piłkarz gwadelupskiego pochodzenia występujący na pozycji pomocnika we włoskim klubie Juventus oraz w reprezentacji Francji. Syn Liliana Thurama, młodszy brat Marcusa Thurama.
Wychowanek AS Monaco, w swojej karierze występował również w OGC Nice. Młodzieżowy reprezentant Francji